# Megalonema amaxanthum
Megalonema amaxanthum és una espècie de peix de la família dels pimelòdids i de l'ordre dels siluriformes.

## Morfologia
- Els mascles poden assolir 10,6 cm de longitud total.
- Nombre de vèrtebres: 42-45.[4]

## Hàbitat
És un peix d'aigua dolça i de clima tropical.

## Distribució geogràfica
Es troba a Sud-amèrica: conca del riu Amazones (Brasil, Guaiana, el Perú, Bolívia i, possiblement també, Colòmbia i l'Equador).